# Чербу (Алба)
Чербу (рум. Cerbu) — село у повіті Алба в Румунії. Входить до складу комуни Бучум.
Село розташоване на відстані 308 км на північний захід від Бухареста, 41 км на північний захід від Алба-Юлії, 70 км на південний захід від Клуж-Напоки.

## Населення
За даними перепису населення 2002 року у селі проживала 121 особа, усі — румуни. Усі жителі села рідною мовою назвали румунську.